# Orbita okołoziemska

Porównanie orbit okołoziemskich.
Kliknij obrazek, aby powiększyć i zobaczyć animację.

Księżyc na orbicie okołoziemskiej

Orbita okołoziemska (orbita geocentryczna, orbita wokółziemska) – orbita obiektu poruszającego się wokół Ziemi. Jedynym naturalnym satelitą na takiej orbicie jest Księżyc. Pierwszym sztucznym satelitą Ziemi była radziecka sonda Sputnik 1.

## Rodzaje orbit okołoziemskich
Wśród licznych możliwych orbit wokółziemskich wyróżnia się wiele rodzajów, w tym:
- niska orbita okołoziemska – obiekty okrążające Ziemię do wysokości 2000 km
- średnia orbita okołoziemska – obiekty krążące na wysokości od 2000 km do orbity geosynchronicznej (35 786 km)
- orbita geosynchroniczna – obiekty o okresie obiegu równym dobie gwiazdowej Ziemi (35 786 km), w tym każda orbita geostacjonarna
- wysoka orbita okołoziemska – obiekty krążące powyżej orbity geosynchronicznej (35 786 km)
- orbity silnie eliptyczne – o bardzo dużej różnicy między perygeum i apogeum

## Misje orbitalne

### Początek – program Sputnik
Pierwszym ludzkim tworem, który osiągnął orbitę okołoziemską, był radziecki satelita Sputnik 1 początkujący program Sputnik. Satelita o masie 83,6 kg został wystrzelony rakietą nośną o tej samej nazwie 4 października 1957 roku o godzinie 19:28:34 czasu uniwersalnego. Umieszczony na orbicie o perygeum 214 km i apogeum 938 km oraz nachyleniu 65,1º obiegał Ziemię w 96,19 minut. Pierwszy Sputnik krążył wokół Ziemi 92 doby, a 4 stycznia 1958 roku wszedł w gęste warstwy atmosfery i uległ zniszczeniu.
Pierwszym pojazdem z pasażerem był kolejny pojazd z serii – Sputnik 2 – wystrzelony 3 listopada 1957 roku z psem Łajka na pokładzie.

### Pierwsi ludzie na orbicie
Pierwszym lotem człowieka ponad linię Kármána i od razu lotem orbitalnym była misja Wostok 1. 12 kwietnia 1961 roku rakieta Wostok 8K72K wyniosła na orbitę 327 × 168 km kapsułę Wostok z Jurijem Gagarinem. Kapsuła wykonała niepełne okrążenie Ziemi. Drugim człowiekiem na orbicie został Herman Titow, który wyniesiony 6 sierpnia 1961 roku na pokładzie Wostoka 2 spędził na orbicie już ponad dobę.